# محاصره گرگانج
محاصره گرگانج محاصره‌ای بود که در زمان حملهٔ مغول به امپراتوری خوارزمشاهیان اتفاق افتاد. مدت این محاصره متفاوت ذکر شده است و مورخانی مانند رشیدالدین همدانی گفته‌اند که این محاصره هفت ماه به طول انجامید، اما تا حد زیادی اتفاق نظر وجود دارد که این محاصره با شکست و نابودی شهر در فروردین ۱۲۲۱ پایان یافت. چنگیز خان، حمله چند جانبه ای را به امپراتوری خوارزمشاهیان که توسط سلطان محمد خوارزمشاه اداره می‌شد، آغاز کرده بود. سپاه چنگیزخان موفق شد به سرعت شهر مرزی اترار و پس از آن شهرهای بزرگ بخارا و سمرقند را تصرف کند. این محاصره، توسط شهاب‌الدین محمد النساوی، که گزارشی را به زبان عربی به رشتهٔ تحریر درآورده، ثبت شده است.
چنگیزخان سپاهی را به رهبری پسرانش جوجی و جغتای به شمال غربی فرستاد تا گرگانج را محاصره کنند. گرگانج شهری بسیار ثروتمند، در زمین‌های باتلاقی در دلتای آمودریا بود و این مسئله حمله به آن را دشوار می‌کرد. سپاه مغول با توجه به کمبود تخته سنگهای بزرگ به منظور استفاده در منجنیق، درختان زیادی از باغات عظیم توت در اطراف شهر را قطع نموده و تنهٔ آنها را در آب خیس کردند تا سخت شوند و سپس از آن‌ها به‌عنوان دژکوب و پرتابهٔ منجنیق استفاده کردند.
محاصره به دلیل اختلافات بین دو برادر فرمانده بی‌نتیجه بود. سرانجاماوگتای، پسر سوم چنگیز و جانشين آينده او، به دستور پدر به عنوان فرمانده سپاه محاصره فرستاده شد.
هنگامی که نهایتاً شهر گرگانج به تصرف قوای مغول درآمد، در یکی از خونین‌ترین قتل‌عامهای تاریخ بشریت به‌طور گسترده تخریب شد. در حمله نهایی هزاران غیرنظامی زنده و مرده توسط مغولها گرد آورده و در خندق شهر انداخته شدند تا خندق پر گردد، سپس بر روی آنها یک سطح شیب دار برای حمله به دیوارها ساخته شد.
مغول‌ها بعد از فتح گرگانج سد آن شهر که بر روی آمودریا ساخته شده بود را تخریب کردند تا شهر غرق گردد، صد هزار نفر از زنان، کودکان و صنعتگران شهر را به بردگی گرفتند و بقیه بازماندگان را کشتند.  اینطور که در روایتها آمده است سدها هرگز تعمیر نشدند، احتمالاً به این دلیل که هیچ‌کس زنده نمانده بود که بداند چگونه آنها را تعمیر کند، و به این ترتیب آمودریا سپس برای ۳۰۰ سال آینده مستقیماً به دریای خزر سرازیر بود.
پس از ویرانی گرگانج، شهری کوچک در حومهٔ آن به نام گرگانچک یا گرگانج کوچک تبدیل به یک مرکز تجاری پررونق شد و در سفرنامه‌ها به نام گرگانج از آن نام برده شده است. در قرن شانزدهم میلادی به دلیل تغییر مسیر آمودریا و خشکسالی حاصله، گرگانج خالی از سکنه شد و اکثر ساکنان آن به اورگانج واقع در ازبکستان امروزی نقل مکان کردند.